# Milorad Gajović
Milorad Gajović (serbisch: Милорад Гајовић; * 27. Juli 1974 in Nikšić) ist ein ehemaliger jugoslawisch-montenegrinischer Boxer.

## Boxkarriere
Gajović war sechsmaliger Meister der Bundesrepublik Jugoslawien bzw. von Serbien/Montenegro und wurde 2001, 2004 und 2007 jeweils zum Sportler des Jahres von Nikšić gewählt.
Bei der Europameisterschaft 2000 in Tampere schied er erst im Halbfinale knapp mit 6:7 gegen den späteren Europameister Alexander Lebsjak mit einer Bronzemedaille im Halbschwergewicht aus, gewann im Schwergewicht die Mittelmeerspiele 2001 in Tunis und startete ebenfalls im Schwergewicht bei der Weltmeisterschaft 2003 in Bangkok, wo er erst im Viertelfinale, beim Kampf um den Einzug in die Medaillenränge, knapp mit 17:20 gegen den späteren Weltmeister Odlanier Solís unterlag.
Bei der Weltmeisterschaft 2007 in Chicago konnte er sich gegen Ali Mazaheri, Vedran Đipalo und Stephen Simmons erneut in das Viertelfinale des Schwergewichts vorkämpfen, wo er diesmal gegen den späteren Weltmeister Clemente Russo verlor. Nach dem Gewinn der europäischen Olympiaqualifikation in Athen, mit Siegen gegen Michalis Filippou, Colak Ananikyan, Elçin Əlizadə und Elias Pavlidis, nahm er an den Olympischen Spielen 2008 in Peking teil, wo er diesmal im ersten Kampf des Schwergewichts gegen Elias Pavlidis ausschied.
Darüber hinaus war er Teilnehmer der Mittelmeerspiele 1997, sowie der Europameisterschaften 1998, 2002, 2004 und 2006.
2009 gewann er drei Profikämpfe in Serbien und Montenegro.